# Silvana Bazzoni Bartoli
Silvana Bazzoni Bartoli (auch Sylvana Bazzoni Bartoli, * 20. Jahrhundert) ist eine italienische lyrische Sopranistin, Opernsängerin und Gesangslehrerin an der Accademia Nazionale di Santa Cecilia in Rom. Sie ist die Mutter der Opernsängerin Cecilia Bartoli.

## Leben und Werk
Silvana Bazzoni gewann zahlreiche nationale und internationale Musikwettbewerbe. Sie debütierte in Spoleto in der Titelrolle von Manon Lescaut. Seitdem arbeitete sie mit zahlreichen renommierten Bühnenkünstlern in Italien und anderen Ländern sowie mit verschiedenen Opernhäusern (Teatro Massimo di Palermo, Teatro dell’Opera di Roma, Stuttgart, München, Dublin, Luxembourg) zusammen. Ihr Repertoire umfasst Rollen wie die Nedda in Der Bajazzo, Micaela aus  Carmen und die Liù aus Turandot sowie eine Vielzahl von Kammermusik- und Konzertwerken italienischer Komponisten des 18. und 19. Jahrhunderts. Sie sang lange Zeit auch im Chor der Oper in Rom.
„An diversen europäischen und amerikanischen Ausbildungsstätten gibt sie Meisterkurse zu Gesangstechnik und Interpretation.“